# Philodromus simillimus
Philodromus simillimus es una especie de araña cangrejo del género Philodromus, familia Philodromidae. Fue descrita científicamente por Denis en 1962.

## Distribución
Esta especie se encuentra en Madeira.